# Ulica Kaliska w Turku
Ulica Kaliska – jedna z najważniejszych i najdłuższych arterii komunikacyjnych Turku. Ciągnie się od granicy miasta aż do Placu Wojska Polskiego. Ma blisko 2 km długości.

## Przebieg
Aleja Wojska Polskiego zaczyna się na granicy miasta w ciągu drogi wojewódzkiej nr 470, biegnąc w kierunku północno-wschodnim. Na Rondzie Romana Dmowskiego zmienia kierunek na wschodni. Na odcinku od skrzyżowania z ulicami Mickiewicza i Gorzelnianą jest wyłączona z ruchu samochodów. Kończy się na Placu Wojska Polskiego.

## Historia
Pierwszy szlak łączący Kalisz z nowo powstałym ośrodkiem miejskim w Kole pojawił się w XIV wieku, przyczyniając się wydatnie do wytworzenia się w Turku ośrodka protomiejskiego - zapewne szlak ów można uznać za początek historii ulicy Kaliskiej. Jednakże w wiekach kolejnych szlak ów stracił na ważności i pełnił raczej funkcję drogi lokalnej.
W 1867 roku, w związku z utworzeniem guberni kaliskiej i powołaniem powiatu tureckiego, miasto Turek zapoczątkowało swój rozwój ekonomiczno-gospodarczy, co pociągnęło za sobą wzrost znaczenia tzw. Traktu Kaliskiego, który z Kalisza kierował się na północny wschód i w pobliżu Koła (w Kościelcu) łączył się z następną ważna arterią ekonomiczną i strategiczną, jaką był Trakt Główny (nazywany również Traktem Poznańskim), przebiegającym z Warszawy do Poznania.
W okresie okupacji hitlerowskiej ulica nosiła nazwę Straße des 13. September.
Na miejscu dawnej fabryki Millera powstały tu w latach 50. ubiegłego stulecia Zakłady Przemysłu Jedwabniczego –  pierwsza z dużych inwestycji PRL-u w Turku. W sąsiedztwie dawnych fabryk wznosi się masywna bryła magistratu, którego budowę, rozpoczętą w 1939 finalizowali podczas wojny Niemcy.
Do lat 70. XX wieku zasadniczy odcinek Traktu Kaliskiego w mieście Turek przebiegał przez centrum (ulicą Kaliską do rynku, ulicą Kolską i Kolską Szosą do Szadowa Pańskiego i dalej w kierunku Koła). Dopiero powstała we wspomnianym dziesięcioleciu Obwodnica Północna przejęła znaczną część funkcji komunikacyjnych w zakresie tranzytu przez miasto, stając się później odcinkiem DW 470.

## Obiekty

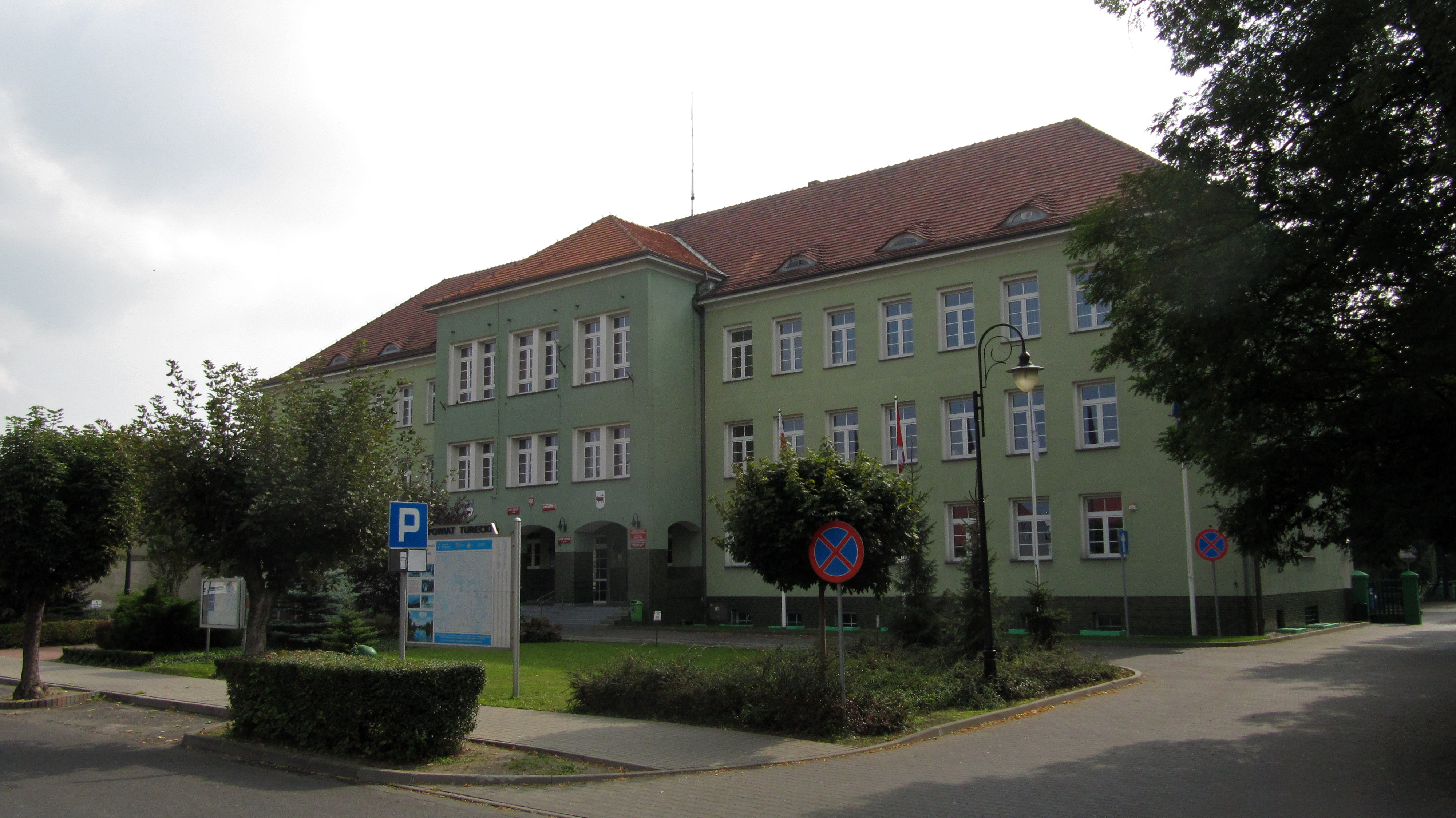
Urząd Miasta przy ul. Kaliskiej 59, 2014r.

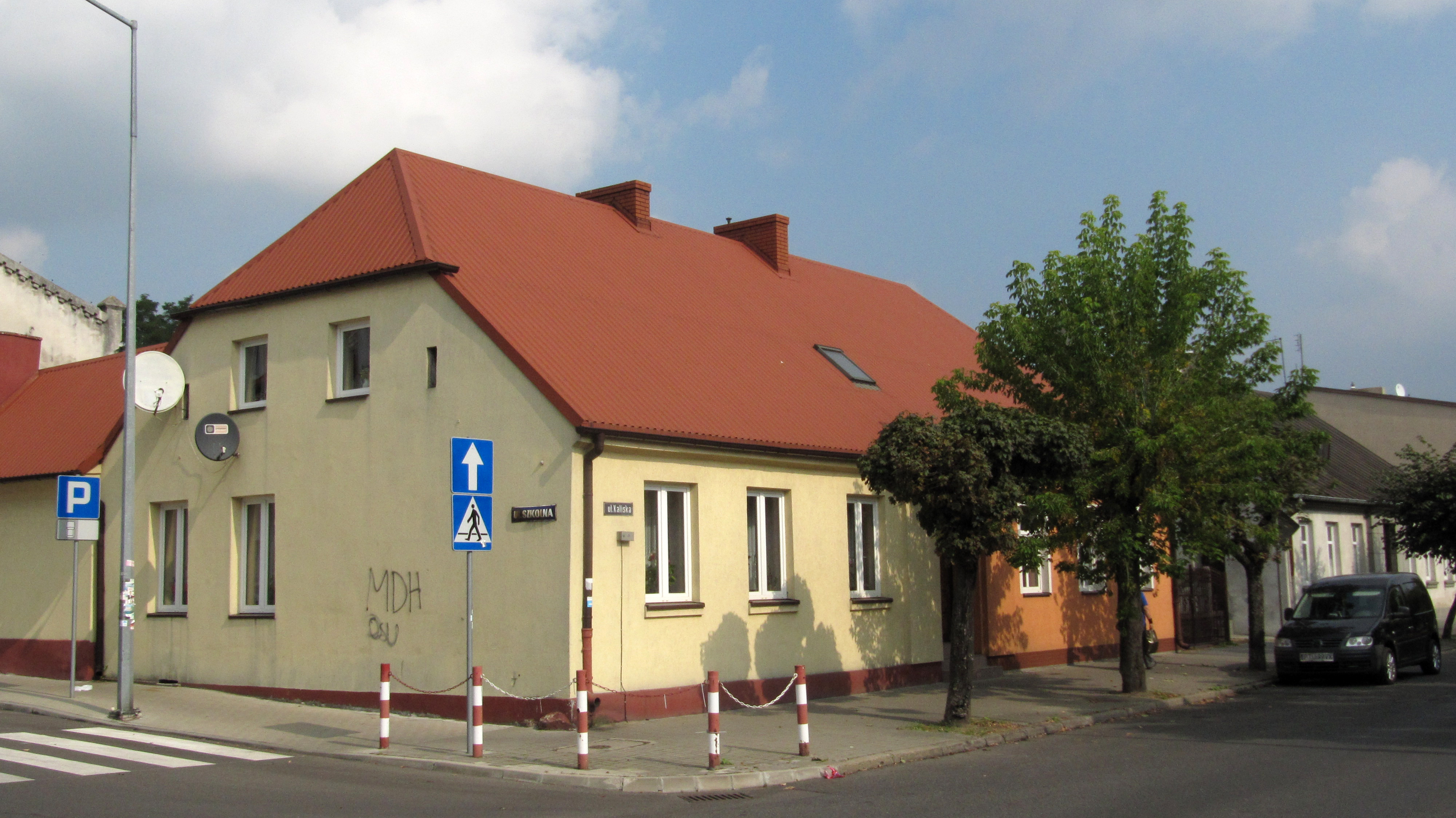
Dom tkaczy przy ul. Kaliskiej 40

- Urząd Miejski
- Starostwo Powiatowe
- Dom tkaczy przy ul. Kaliskiej 40 zabytkowe domy tkaczy z XIX wieku
- Cech Rzemiosł Różnych
- Turecka Izba Gospodarcza

## Święto Ulicy Kaliskiej
Święto Ulicy Kaliskiej to jednodniowa impreza odbywająca się w drugiej połowie maja. Główne atrakcje tej imprezy mają miejsce na najsławniejszej ulicy miasta – ulicy Kaliskiej, a dokładniej na jej wyłączonym z ruchu samochodowego odcinku zwanym „deptakiem”. Podczas festynu oglądać można występy lokalnych wokalistów i zespołów, okoliczni artyści-plastycy posiadają swoje własne stoiska, na których wystawiają swoje prace itp. Wieczorem uwagę zgromadzonych przykuwają występy zaproszonych gwiazd.